# Claude Michallon
Claude Michallon, döpt 30 januari 1752 i Lyon, död 17 september 1799 i Paris, var en fransk bildhuggare. Han var far till målaren Achille Etna Michallon. 
Michallon studerade i Paris under Coustou och utbildade sig vidare i Rom, sedan han 1785 mottagit romerska priset. Han omkom när han föll från en byggnadsställning vid Théâtre-Français.